# Sigismondo Cati
Sigismondo Cati (Ferrara, ... – Ferrara, inizio XVII secolo) è stato un giurista e ambasciatore italiano.

## Biografia
Membro dei Cati, famiglia nobiliare minore originaria di Lendinara e nella sfera dei duchi d'Este, era figlio di Lodovico e di Ippolita Nigrisoli..
Fu giureconsulto e professore della cattedra di diritto dal 1547.
Abbandonò i suoi incarichi accademici per seguire come consigliere il cardinale Ippolito d'Este nel suo viaggio diplomatico in Francia,
Al ritorno da questo lungo soggiorno oltralpe, il cardinale lo volle fra i maggiorenti della sua corte in qualità di consigliere, quando fu installato con la carica di viceré presso la Repubblica di Siena, che gravitava sotto l'egida della corona di Francia..
Fu fratello di Renato ed Ercole, con cui condivideva l'esperienza diplomatica, il primo anche giureconsulto e il secondo letterato. Morì a Ferrara all'inizio del XVII secolo.